# Hugh Auchincloss Steers
Hugh Auchincloss Steers (nacido el 12 de junio de 1962, fallecido el 1 de marzo de 1995) fue un pintor figurativo estadounidense. Sus obras forman parte de las colecciones del Museo Whitney de Arte Estadounidense, el Centro de Arte Walker o el Museo de Arte de Denver.

## Infancia y juventud
Nació en 1962 en Washington D. C., hijo de Nina Gore Auchincloss and Newton Steers. Fue el mayor de tres hermanos, Ivan Steers y Burr Steers (futuro director de cine).
Nació en una familia ilustre: su abuelo era el abogado y hombre de negocios Hugh D. Auchincloss (padrastro de Jacqueline Kennedy Onassis) y su bisabuelo fue el político demócrata Thomas Gore (abuelo materno del escritor Gore Vidal). 
En 1974, sus padres se divorciaron. El mismo año, su madre se casó con su segundo marido, Michael Straight. A la boda asistieron Hugh D. Auchincloss, Janet Auchincloss, Jackie Kennedy, Renata Adler, Beatrice Straight y Peter Cookson.
Hugh Auchincloss Steers estudió en la Hotchkiss School de Lakeville, Connecticut y se graduó por la Universidad de Yale en 1985. Posteriormente, asistió a la Skowhegan School of Painting and Sculpture de Maine, donde se graduó en 1991.

## Carrera artística
En 1989, Steers recibió una beca de la Fundación Pollock-Krasner y expuso en solitario por primera vez. Consiguió que su obra se expusiera en más de treinta ocasiones tanto en Estados Unidos como en Italia.
Las obras de Steers, fundamentalmente de estilo figurativo, figuran en las colecciones de museos como el Whitney, el Centro de Arte Walker o el Museo de Arte de Denver.
En sus obras plasmaba alegorías oníricas en un estilo realista y expresionista, y a menudo aludía a obras artísticas históricas. En la década de 1990 muchas de sus pinturas mostraron a figuras masculinas solitarias, semidesnudas o con ropas femeninas. También pintó a parejas de hombres bañándose, vistiéndose o abrazándose.

## Vida privada
Steers era abiertamente gay, y falleció de complicaciones relacionadas con el sida en 1995, a la edad de 32 años.